# Desná (okres Svitavy)
Obec Desná se nachází v okrese Svitavy v Pardubickém kraji. Žije zde 374 obyvatel.

## Historie
První písemná zmínka o obci pochází z roku 1293.

## Památky
- Kamenný kříž při silnici s lipami, nápis: Ke cti a chvále Boží / postaveno nákladem / dobrodinců obce / Desné / 1889. V blízkosti u ozdobeného jehličnanu postaveny v době Vánoc jesličky s biblickými postavami.[4]

## Další fotografie

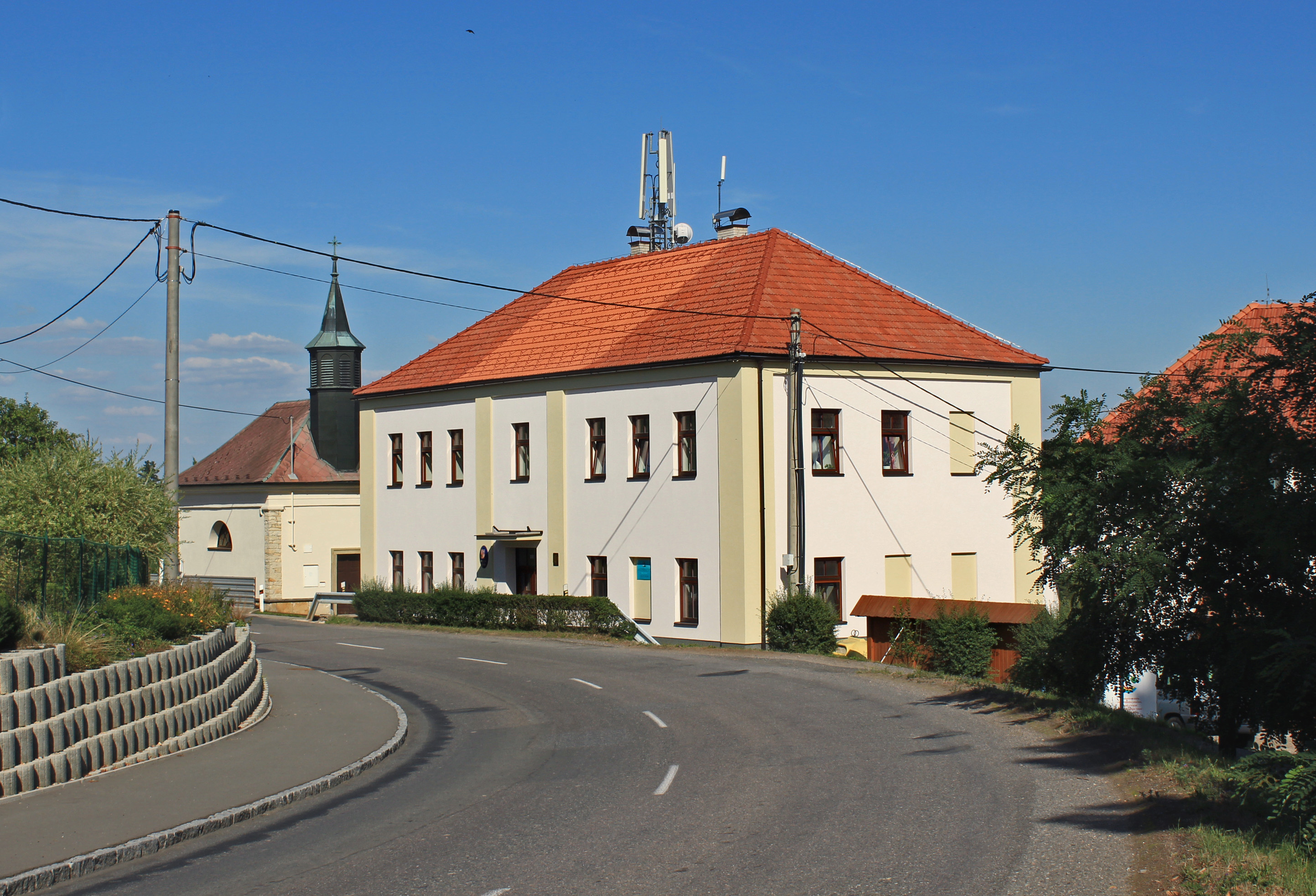
Obecní úřad
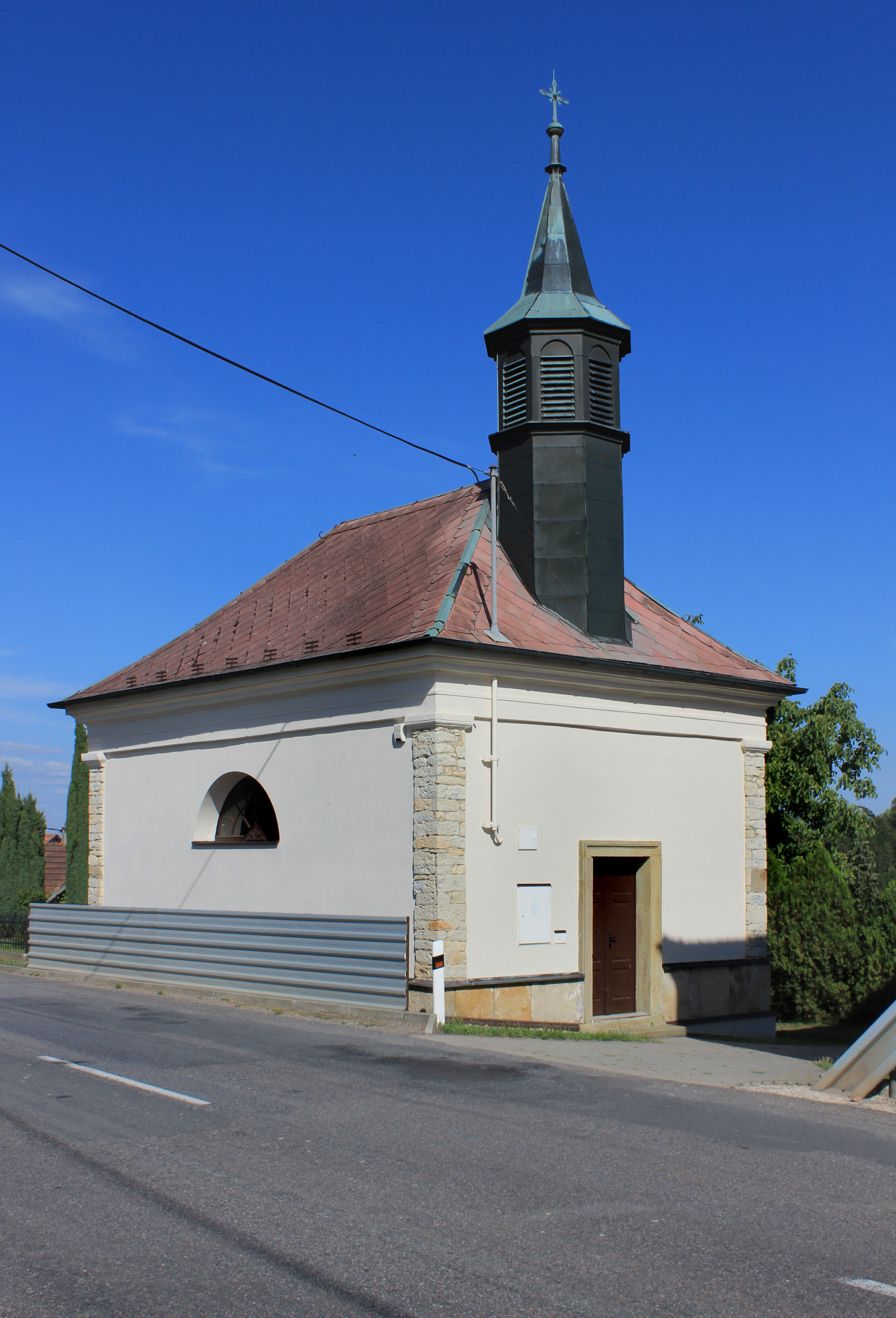
Kaple u hlavní silnice
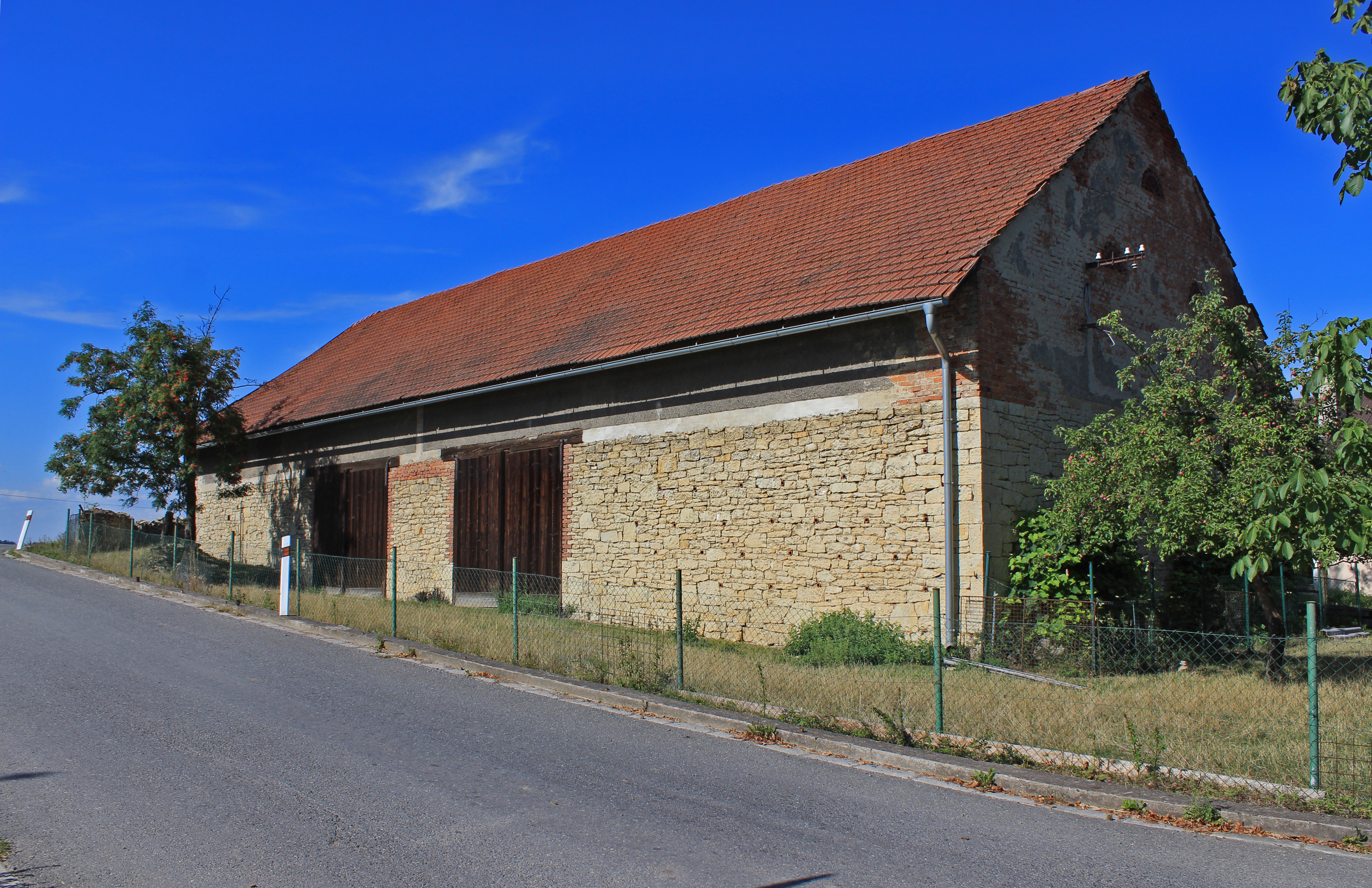
Opravená stodola
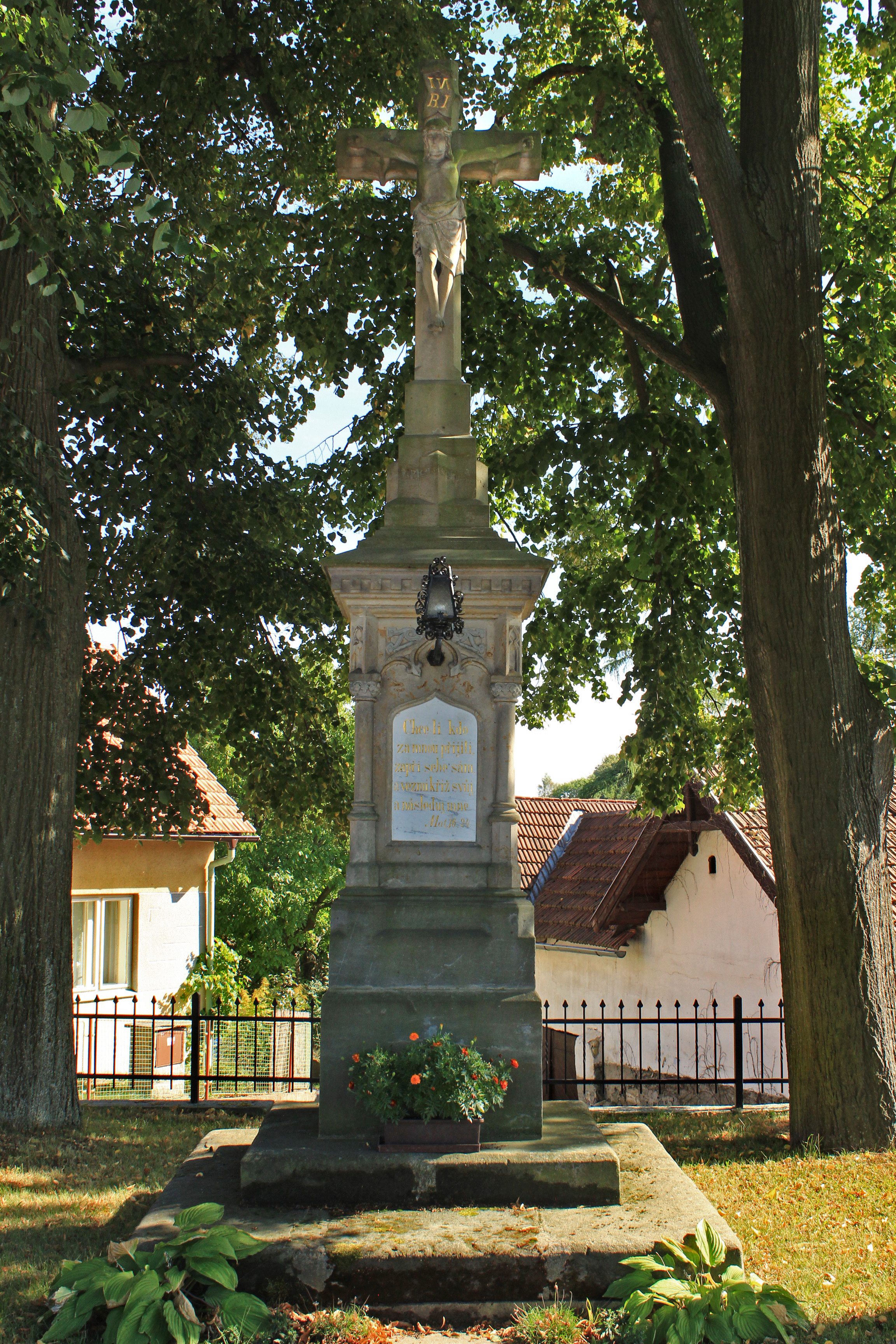
Kříž pod lipami